# 水生棲熱菌
水生棲熱菌又稱水生嗜热菌，是一種好氧性嗜熱細菌，最佳生長溫度在70~72℃，最早是在美國黃石國家公園的pH中性偏鹼溫泉中被分離出來，後來也在熱污染的自來水中發現；其DNA聚合酶——Taq 酶被全世界的分子生物學實驗室廣泛應用於聚合酶鏈式反應(PCR)。

## 延伸閲讀
- Brock, Thomas D. . 遺傳學（英语：Genetics (journal)）. August 1, 1997, 146 (4): 1207–10  [2020-02-19]. PMC 1208068 . PMID 9258667. （原始内容存档于2009-09-14）.
- Hogan, C.Michael. . Encyclopedia of Earth. 2010, 146 (4): 1207–10  [2020-02-19]. PMC 1208068 . PMID 9258667. （原始内容存档于2013-05-11）.

## 外部連結
- Type strain of Thermus aquaticus at BacDive -  the Bacterial Diversity Metadatabase （页面存档备份，存于）